# Басавільбасо
Басавільба́со (ісп. Basavilbaso) — місто в центрі провінції Ентре-Ріос, Аргентина, приблизно за 60 км від м. Консепсьйон-дель-Уругвай. За переписом населення 2010 року INDEC в ньому проживає близько 9700 жителів. Місцеві жителі часто скорочують назву міста до Бассо.
| Аргентина | Це незавершена стаття з географії Аргентини. Ви можете допомогти проєкту, виправивши або дописавши її. |